# Discografia dei NOFX
La discografia dei NOFX, gruppo punk rock statunitense attivo dal 1983, è composta da 14 album in studio, 3 album dal vivo, 5 raccolte, 18 EP, 14 singoli e 4 album video oltre ad alcuni split.

## Album

### Album in studio
| Anno                                                                          | Titolo | Classifiche | Classifiche | Classifiche | Classifiche | Classifiche | Classifiche | Classifiche | Classifiche | Classifiche | Classifiche | Classifiche | Classifiche | Classifiche | Certificazioni        |
| Anno                                                                          | Titolo | USA         | USA Ind.    | AUS         | AUT         | CAN         | GER         | FIN         | FRA         | NZL         | NED         | SWE         | SUI         | UK          | Certificazioni        |
| ----------------------------------------------------------------------------- | --- | ----------- | ----------- | ----------- | ----------- | ----------- | ----------- | ----------- | ----------- | ----------- | ----------- | ----------- | ----------- | ----------- | --------------------- |
| 1988                                                                          | Liberal Animation - Pubblicato: 1988 / 15 novembre 1991 - Etichetta: Colossal Wassail (1988) / Epitaph (1991) - Formati: CD, LP, MC, download digitale | —           | ×           | —           | —           | —           | —           | —           | —           | —           | —           | —           | —           | —           |                       |
| 1989                                                                          | S&M Airlines - Pubblicato: 5 settembre 1989 - Etichetta: Epitaph - Formati: CD, LP, MC, download digitale                                              | —           | ×           | —           | —           | —           | —           | —           | —           | —           | —           | —           | —           | —           |                       |
| 1991                                                                          | Ribbed - Pubblicato: 1º febbraio 1991 - Etichetta: Epitaph - Formati: CD, LP, MC, download digitale                                                    | —           | ×           | —           | —           | —           | —           | —           | —           | —           | —           | —           | —           | —           |                       |
| 1992                                                                          | White Trash, Two Heebs and a Bean - Pubblicato: 5 novembre 1992 - Etichetta: Epitaph - Formati: CD, LP, MC, download digitale                          | —           | ×           | —           | —           | —           | —           | —           | —           | —           | —           | —           | —           | —           |                       |
| 1994                                                                          | Punk in Drublic - Pubblicato: 19 luglio 1994 - Etichetta: Epitaph - Formati: CD, LP, MC, download digitale                                             | —           | ×           | —           | —           | —           | 72          | —           | —           | —           | —           | —           | —           | —           | - USA: Oro - CAN: Oro |
| 1996                                                                          | Heavy Petting Zoo - Pubblicato: 30 gennaio 1996 - Etichetta: Epitaph - Formati: CD, LP, MC, download digitale                                          | 63          | ×           | 57          | 20          | 31          | 40          | 13          | —           | —           | 62          | 13          | —           | 60          |                       |
| 1997                                                                          | So Long and Thanks for All the Shoes - Pubblicato: 21 ottobre 1997 - Etichetta: Epitaph - Formati: CD, LP, MC, download digitale                       | 79          | ×           | 93          | —           | 54          | 49          | —           | 51          | —           | —           | —           | —           | 128         | - CAN: Oro            |
| 2000                                                                          | Pump Up the Valuum - Pubblicato: 13 giugno 2000 - Etichetta: Epitaph - Formati: CD, LP, MC, download digitale                                          | 61          | 3           | 19          | —           | 53          | 64          | —           | 44          | 27          | —           | —           | 91          | 50          |                       |
| 2003                                                                          | The War on Errorism - Pubblicato: 6 maggio 2003 - Etichetta: Fat Wreck Chords - Formati: CD, LP, download digitale                                     | 44          | 1           | 29          | 46          | —           | 27          | —           | 81          | —           | —           | —           | 25          | 48          |                       |
| 2006                                                                          | Wolves in Wolves' Clothing - Pubblicato: 18 aprile 2006 - Etichetta: Fat Wreck Chords - Formati: CD, LP, download digitale                             | 46          | 2           | 23          | 46          | —           | 60          | —           | 150         | —           | —           | —           | 56          | 119         |                       |
| 2009                                                                          | Coaster - Pubblicato: 28 aprile 2009 - Etichetta: Fat Wreck Chords - Formati: CD, LP, download digitale                                                | 36          | 4           | 24          | —           | —           | 50          | —           | 176         | —           | —           | —           | 100         | —           |                       |
| 2012                                                                          | Self Entitled - Pubblicato: 11 settembre 2012 - Etichetta: Fat Wreck Chords - Formati: CD, LP, download digitale                                       | 42          | 10          | 51          | 48          | 25          | 60          | —           | —           | —           | —           | —           | 79          | —           |                       |
| 2016                                                                          | First Ditch Effort - Pubblicato: 7 ottobre 2016 - Etichetta: Fat Wreck Chords - Formati: CD, LP, download digitale                                     | 54          | 12          | 27          | 28          | 23          | 16          | —           | —           | —           | —           | —           | 33          | —           |                       |
| 2021                                                                          | Single Album - Pubblicato: 26 febbraio 2021 - Etichetta: Fat Wreck Chords - Formati: CD, LP, download digitale                                         | 152         | 26          | 25          | —           | —           | 31          | —           | —           | —           | —           | —           | 34          | —           |                       |
| "—" indica una pubblicazione non classificata o non pubblicata in quel Paese. | |             |             |             |             |             |             |             |             |             |             |             |             |             |                       |

### Album dal vivo
| Anno                                                                          | Titolo | Classifiche | Classifiche | Classifiche | Classifiche | Classifiche | Certificazioni |
| Anno                                                                          | Titolo | USA         | USA Ind.    | GER         | FIN         | SWE         | Certificazioni |
| ----------------------------------------------------------------------------- | --- | ----------- | ----------- | ----------- | ----------- | ----------- | -------------- |
| 1995                                                                          | I Heard They Suck Live!! - Pubblicato: 22 agosto 1995 - Etichetta: Fat Wreck Chords - Formati: CD, LP, MC, download digitale         | 198         | ×           | 62          | 27          | 34          |                |
| 2007                                                                          | They've Actually Gotten Worse Live - Pubblicato: 20 novembre 2007 - Etichetta: Fat Wreck Chords - Formati: CD, LP, download digitale | —           | 40          | —           | —           | —           |                |
| 2018                                                                          | Ribbed - Live in a Dive - Pubblicato: 3 agosto 2018 - Etichetta: Fat Wreck Chords - Formati: CD, LP, download digitale               | —           | —           | —           | —           | —           |                |
| "—" indica una pubblicazione non classificata o non pubblicata in quel Paese. | |             |             |             |             |             |                |

### Raccolte
| Anno                                                                          | Titolo | Classifiche | Classifiche | Classifiche | Classifiche | Classifiche | Classifiche | Classifiche | Certificazioni |
| Anno                                                                          | Titolo | USA         | USA Ind.    | AUS         | AUT         | GER         | SUI         | UK          | Certificazioni |
| ----------------------------------------------------------------------------- | --- | ----------- | ----------- | ----------- | ----------- | ----------- | ----------- | ----------- | -------------- |
| 1992                                                                          | Maximum Rocknroll - Pubblicato: 1992 - Etichetta: Mystic - Formati: CD, LP                                                                                             | —           | ×           | —           | —           | —           | —           | —           |                |
| 2002                                                                          | 45 or 46 Songs That Weren't Good Enough to Go on Our Other Records - Pubblicato: 21 maggio 2002 - Etichetta: Fat Wreck Chords - Formati: CD, LP, MC, download digitale | 80          | 4           | 26          | 57          | 89          | 97          | 77          |                |
| 2004                                                                          | The Greatest Songs Ever Written (By Us!) - Pubblicato: 9 novembre 2004 - Etichetta: Epitaph - Formati: CD, LP, download digitale                                       | —           | 26          | 98          | —           | —           | —           | —           |                |
| 2010                                                                          | The Longest EP - Pubblicato: 17 agosto 2010 - Etichetta: Fat Wreck Chords / Epitaph - Formati: CD, LP, download digitale                                               | —           | 33          | —           | —           | —           | —           | —           |                |
| 2013                                                                          | 30th Anniversary Box Set - Pubblicato: 19 febbraio 2013 - Etichetta: Fat Wreck Chords / Epitaph - Formati: LP                                                          | —           | —           | —           | —           | —           | —           | —           |                |
| "—" indica una pubblicazione non classificata o non pubblicata in quel Paese. | |             |             |             |             |             |             |             |                |

### Colonne sonore
| Anno                                                                          | Titolo | Classifiche | Classifiche | Certificazioni |
| Anno                                                                          | Titolo | USA         | USA Ind.    | Certificazioni |
| ----------------------------------------------------------------------------- | --- | ----------- | ----------- | -------------- |
| 2014                                                                          | Backstage Passport Soundtrack - Pubblicato: 9 dicembre 2014 - Etichetta: Fat Wreck Chords - Formati: CD, LP, download digitale | —           | —           |                |
| "—" indica una pubblicazione non classificata o non pubblicata in quel Paese. | |             |             |                |

### Split
| Anno                                                                          | Titolo | Classifiche | Classifiche | Classifiche | Certificazioni |
| Anno                                                                          | Titolo | USA         | USA Ind.    | UK          | Certificazioni |
| ----------------------------------------------------------------------------- | --- | ----------- | ----------- | ----------- | -------------- |
| 1988                                                                          | Drowning Roses/NOFX Split (con i Drowning Roses) - Pubblicato: 1988 - Etichetta: X-Mist - Formati: 7"                                    | —           | ×           | —           |                |
| 2002                                                                          | BYO Split Series, Vol. 3 (con i Rancid) - Pubblicato: 5 marzo 2002 - Etichetta: BYO - Formati: CD, LP                                    | 147         | 6           | 75          |                |
| 2010                                                                          | NOFX/The Spits (con gli Spits) - Pubblicato: 23 novembre 2010 - Etichetta: Fat Wreck Chords - Formati: 7"                                | —           | —           | —           |                |
| 2016                                                                          | Damage Will Be Given As Payment (con i Fornicators) - Pubblicato: 30 maggio 2016 - Etichetta: Mystic - Formati: CD                       | —           | —           | —           |                |
| 2020                                                                          | West Coast vs. Wessex (con Frank Turner) - Pubblicato: 31 luglio 2020 - Etichetta: Fat Wreck Chords - Formati: CD, LP, download digitale | —           | —           | —           |                |
| "—" indica una pubblicazione non classificata o non pubblicata in quel Paese. | |             |             |             |                |

### Apparizioni in compilation
| Anno | Titolo                            | Etichetta        | Canzone                                                                       |
| ---- | --------------------------------- | ---------------- | ----------------------------------------------------------------------------- |
| 1984 | Party Animal                      | Mystic           | Ant Attack                                                                    |
| 1994 | Punk-O-Rama Vol. 1                | Epitaph          | Don't Call Me White, Liza and Louise                                          |
| 1996 | Bored Generation                  | Epitaph          | Drugs Are Good                                                                |
| 1996 | Skaters Have More Fun, Vol. 1     | Plattenmeister   | Philthy Phil Philanthropist                                                   |
| 1996 | Punk-O-Rama Vol. 2                | Epitaph          | Whatever Didi Wants                                                           |
| 1998 | A Compilation of Warped Music     | SideOneDummy     | It's My Job to Keep Punk Rock Elite                                           |
| 1998 | Punk-O-Rama Vol. 3                | Epitaph          | We Threw Gasoline on the Fire and Now We Have Stumps for Arms and No Eyebrows |
| 1999 | Short Music for Short People      | Fat Wreck Chords | See Her Pee                                                                   |
| 1999 | Punk-O-Rama Vol. 4                | Epitaph          | Kids of the K-Hole                                                            |
| 2000 | Punk-O-Rama Vol. 5                | Epitaph          | Pump Up the Valuum                                                            |
| 2000 | World Warped III Live             | SideOneDummy     | Please Play This Song on the Radio                                            |
| 2001 | Punk-O-Rama Vol. 6                | Epitaph          | Bath of Least Resistance                                                      |
| 2002 | Warped Tour 2002 Tour Compilation | SideOneDummy     | Three on Speed                                                                |
| 2002 | Punk-O-Rama Vol. 7                | Epitaph          | Olympia, WA                                                                   |
| 2003 | Warped Tour 2003 Tour Compilation | SideOneDummy     | Glass War                                                                     |
| 2003 | Punk-O-Rama Vol. 8                | Epitaph          | The Idiots Are Taking Over                                                    |
| 2004 | Warped Tour 2004 Tour Compilation | SideOneDummy     | American Errorist (I Hate Hate Haters)                                        |
| 2005 | Punk-O-Rama Vol. 10               | Epitaph          | No Fun In Fundamentalism                                                      |
| 2006 | Warped Tour 2006 Tour Compilation | SideOneDummy     | Wolves in Wolves' Clothing                                                    |
| 2006 | Best of Punk-O-Rama               | Sony             | Don't Call Me White, Bob                                                      |
| 2009 | Warped Tour 2009 Tour Compilation | SideOneDummy     | Co Dependence Day                                                             |

## Extended play
| Anno                                                                          | Titolo | Classifiche | Classifiche | Classifiche | Certificazioni |
| Anno                                                                          | Titolo | USA         | USA Ind.    | UK          | Certificazioni |
| ----------------------------------------------------------------------------- | --- | ----------- | ----------- | ----------- | -------------- |
| 1985                                                                          | NOFX - Pubblicato: 1º gennaio 1985 - Etichetta: Mystic - Formati: 7", CD, download digitale                                                                         | —           | ×           | —           |                |
| 1986                                                                          | So What If We're on Mystic! - Pubblicato: 1986 - Etichetta: Mystic - Formati: 7"                                                                                    | —           | ×           | —           |                |
| 1987                                                                          | The P.M.R.C. Can Suck on This! - Pubblicato: 1987 / 1º gennaio 1990 - Etichetta: Colossal Wassail (1987) / Fat Wreck Chords (1990) - Formati: 7", download digitale | —           | ×           | —           |                |
| 1992                                                                          | The Longest Line - Pubblicato: 1º maggio 1992 - Etichetta: Fat Wreck Chords - Formati: 12", CD, MC, download digitale                                               | —           | ×           | —           |                |
| 1996                                                                          | HOFX - Pubblicato: 19 giugno 1995 - Etichetta: Fat Wreck Chords - Formati: 12", download digitale                                                                   | —           | ×           | —           |                |
| 1996                                                                          | Fuck the Kids - Pubblicato: 26 agosto 1996 - Etichetta: Fat Wreck Chords - Formati: 7", download digitale                                                           | —           | ×           | —           |                |
| 1999                                                                          | The Decline - Pubblicato: 23 novembre 1999 - Etichetta: Fat Wreck Chords - Formati: 12", CD, download digitale                                                      | 200         | 32          | —           |                |
| 2000                                                                          | Bottles to the Ground - Pubblicato: 7 novembre 2000 - Etichetta: Epitaph - Formati: CD, download digitale                                                           | —           | —           | 142         |                |
| 2001                                                                          | Surfer - Pubblicato: 10 aprile 2001 - Etichetta: Fat Wreck Chords - Formati: 7", download digitale                                                                  | —           | —           | —           |                |
| 2003                                                                          | Regaining Unconsciousness - Pubblicato: 25 marzo 2003 - Etichetta: Fat Wreck Chords - Formati: 7", CD, download digitale                                            | 187         | 10          | —           |                |
| 2005                                                                          | 7" of the Month Club - Pubblicato: mensilmente da febbraio 2005 a gennaio 2006 - Etichetta: Fat Wreck Chords - Formati: 7"                                          | —           | —           | —           |                |
| 2006                                                                          | Never Trust a Hippy - Pubblicato: 14 marzo 2006 - Etichetta: Fat Wreck Chords - Formati: 10", CD, download digitale                                                 | 186         | —           | —           |                |
| 2009                                                                          | Cokie the Clown - Pubblicato: 24 novembre 2009 - Etichetta: Fat Wreck Chords - Formati: 7", CD, download digitale                                                   | —           | 39          | —           |                |
| 2011                                                                          | NOFX - Pubblicato: 2 agosto 2011 - Etichetta: Fat Wreck Chords - Formati: 7", 10", 12", download digitale                                                           | —           | —           | —           |                |
| 2013                                                                          | Stoke Extinguisher - Pubblicato: 26 novembre 2013 - Etichetta: Fat Wreck Chords - Formati: 7", CD, download digitale                                                | —           | —           | —           |                |
| 2016                                                                          | Hepatitis Bathtub - Pubblicato: 23 dicembre 2016 - Etichetta: Fat Wreck Chords - Formati: 7"                                                                        | —           | —           | —           |                |
| 2019                                                                          | 2019 7" of the Month Club - Pubblicato: mensilmente da luglio 2019 a giugno 2020 - Etichetta: Fat Wreck Chords - Formati: 7"                                        | —           | —           | —           |                |
| 2020                                                                          | The Decline Live at Red Rocks - Pubblicato: 10 aprile 2020 - Etichetta: Fat Wreck Chords - Formati: 12", download digitale                                          | —           | —           | —           |                |
| "—" indica una pubblicazione non classificata o non pubblicata in quel Paese. | |             |             |             |                |

## Singoli
| Anno                                                                          | Titolo                                                                                                 | Classifiche | Classifiche | Classifiche | Certificazioni | Album di provenienza |
| Anno                                                                          | Titolo                                                                                                 | USA         | USA Ind.    | SWE         | Certificazioni | Album di provenienza |
| ----------------------------------------------------------------------------- | --- | ----------- | ----------- | ----------- | -------------- | -------------------- |
| 1992                                                                          | Liza and Louise - Pubblicato: 16 novembre 1992 - Etichetta: Fat Wreck Chords                           | —           | ×           | —           |                |                      |
| 1994                                                                          | Don't Call Me White - Pubblicato: 26 agosto 1994 - Etichetta: Epitaph                                  | —           | ×           | —           |                | Punk in Drublic      |
| 1995                                                                          | Leave It Alone - Pubblicato: 1995 - Etichetta: Epitaph                                                 | —           | ×           | 30          |                | Punk in Drublic      |
| 1996                                                                          | All of Me - Pubblicato: 1996 - Etichetta: Fat Wreck Chords                                             | —           | ×           | —           |                |                      |
| 1999                                                                          | Timmy the Turtle - Pubblicato: 18 maggio 1999 - Etichetta: Fat Wreck Chords                            | —           | ×           | —           |                |                      |
| 1999                                                                          | Louise and Liza - Pubblicato: 24 agosto 1999 - Etichetta: Fat Wreck Chords                             | —           | ×           | —           |                |                      |
| 2000                                                                          | Pods and Gods - Pubblicato: 30 maggio 2000 - Etichetta: Fat Wreck Chords                               | —           | —           | —           |                |                      |
| 2001                                                                          | Fat Club 7 - Pubblicato: 2001 - Etichetta: Fat Wreck Chords                                            | —           | —           | —           |                |                      |
| 2003                                                                          | 13 Stitches - Pubblicato: 13 maggio 2003 - Etichetta: Fat Wreck Chords                                 | —           | —           | —           |                |                      |
| 2009                                                                          | My Orphan Year - Pubblicato: 24 novembre 2009 - Etichetta: Fat Wreck Chords                            | —           | —           | —           |                |                      |
| 2012                                                                          | My Stepdad's a Cop and My Stepmom's a Domme - Pubblicato: 19 giugno 2012 - Etichetta: Fat Wreck Chords | —           | —           | —           |                |                      |
| 2012                                                                          | Ronnie & Mags - Pubblicato: 14 agosto 2012 - Etichetta: Fat Wreck Chords                               | —           | —           | —           |                |                      |
| 2013                                                                          | Xmas Has Been X'ed/New Year's Revolution - Pubblicato: 15 gennaio 2013 - Etichetta: Fat Wreck Chords   | —           | —           | —           |                |                      |
| 2019                                                                          | Fish in a Gun Barrel - Pubblicato: 16 agosto 2019 - Etichetta: Fat Wreck Chords                        | —           | —           | —           |                |                      |
| "—" indica una pubblicazione non classificata o non pubblicata in quel Paese. | |             |             |             |                |                      |

## Videografia

### Album video
| Anno | Titolo                                                                                |
| ---- | ------------------------------------------------------------------------------------- |
| 1994 | Ten Years of Fuckin' Up - Pubblicato: 8 novembre 1994 - Etichetta: Fat Wreck Chords   |
| 2009 | NOFX: Backstage Passport - Pubblicato: 17 marzo 2009 - Etichetta: Fat Wreck Chords    |
| 2012 | The Decline Live DVD - Pubblicato: 12 settembre 2012 - Etichetta: Fat Wreck Chords    |
| 2015 | NOFX: Backstage Passport 2 - Pubblicato: 21 agosto 2015 - Etichetta: Fat Wreck Chords |

### Video musicali
| Anno | Titolo                                           | Regista        |
| ---- | ------------------------------------------------ | -------------- |
| 1988 | Shut Up Already                                  |                |
| 1988 | Mr Jones                                         |                |
| 1989 | S&M Airlines                                     | Gore Verbinski |
| 1993 | Bob                                              | Samuel Bayer   |
| 1993 | Stickin' In My Eye                               | Issac Camner   |
| 1994 | Leave It Alone                                   | Geoff Moore    |
| 1996 | I Wanna Be an Alcoholic                          | NOFX           |
| 2003 | Franco Un-American                               | John Taylor    |
| 2006 | Seeing Double at the Triple Rock                 | Justin Staggs  |
| 2009 | Cokie the Clown                                  |                |
| 2010 | Everything in Moderation (Especially Moderation) |                |
| 2012 | Xmas Has Been X'ed                               | Ryan Harlin    |
| 2016 | Six Years On Dope                                | Moca           |
| 2016 | Oxy Moronic                                      | Brad Schulz    |
| 2020 | I Love You More Than I Hate Me                   | Chris Graue    |